# John McCook
John Thomas McCook (Ventura, 20 giugno 1944) è un attore statunitense, ha raggiunto la fama internazionale interpretando Eric Forrester nella soap opera Beautiful.

## Biografia
Ha debuttato nella produzione teatrale del Long Beach State College e ha lavorato a Disneyland prima di diventare attore professionista. Ha avuto anche varie esperienze da cantante ed il suo CD di canzoni d'amore ha raggiunto la top 20 in molti paesi europei.
McCook è un volto storico della soap opera Beautiful fin dal 1987: nella celebre serie interpreta Eric Forrester, fondatore dell'omonima casa di moda e marito di Stephanie (Susan Flannery). Per la sua interpretazione è stato candidato all'Emmy Awards come miglior attore, nel 2001 e nel 2012. Insieme a Katherine Kelly Lang forma uno dei due pilastri della serie presenti sin dalla prima puntata nel 1987.
L'attore nella sua carriera, eccetto qualche film, ha recitato in telefilm e soap-opera in ruoli di primo piano. Dal 1975 al 1980 ha interpretato Lance Prentiss nella soap Febbre d'amore, e ha interpretato ruoli in Love Boat (1980), Tre cuori in affitto (1981-1982), Cuore e batticuore (1983), Dynasty  (1983), La signora in giallo (1986), Acapulco HEAT (1998) e molte altre serie.
Nel 1965 ha recitato nel suo primo film, Nodo scorsoio con Barry Sullivan.
Ha avuto modo di recitare con artisti come Ryan O'Neal, Angela Lansbury, Joan Collins, Tom Selleck, Robert Wagner, Lorenzo Lamas, Dean Jones e molti altri.

### Vita privata
Dal 1962 al 1971 è stato sposato con Marilyn McPherson, dal 1972 al 1979 con la ballerina Juliet Prowse, dalla quale ebbe il figlio Seth (nato nel 1972). Dal 1980 è sposato con l'attrice Laurette Spang, da cui ha avuto i figli Jake Thomas (nato nel 1981), Rebecca Jeanne (nata nel 1983) e Molly Jane (nata nel 1990).

## Filmografia parziale

### Cinema
- Nodo scorsoio (My Blood Runs Cold), regia di William Conrad (1965)
- Beverly Hills Cowgirl Blues, regia di Corey Allen (1985)
- Vendetta fatale 2 (Scorned 2), regia di Rodney McDonald (1997)
- Epoch, regia di Matt Codd (2001)
- Body of Work, regia di Farnaz (2006)
- Plot 7, regia di Farnaz (2007)
- L'invincibile Iron Man (The Invincible Iron Man), regia di Patrick Archibald (2007) - Voce
- Indie, regia di Larry Morgan (2010)
- Cathedral Canyon, regia di Lorenzo Lamas (2011)

### Televisione
- Mr. Roberts (Mister Roberts) – serie TV, 5 episodi (1965)
- Dragnet – serie TV (1968-1969)
- C'erano una volta i fratelli Grimm (Once Upon a Brothers Grimm), regia di Norman Campbell – film TV (1977)
- Febbre d'amore (The Young and the Restless) – soap opera (1975-2008)
- CHiPs – serie TV (1980)
- Love Boat (The Love Boat) – serie TV (1980)
- Vicini troppo vicini (Too Close for Comfort) – serie TV (1981)
- Tre cuori in affitto (Three's Company) – serie TV (1981-1982)
- Il mio amico Arnold (Diff'rent Strokes) – serie TV (1982)
- Fantasilandia (Fantasy Island) – serie TV (1982-1984)
- Casa Keaton (Family Ties) – serie TV (1983)
- Cuore e batticuore (Hart to Hart) – serie TV (1983)
- Dynasty – serie TV (1983)
- Magnum, P.I. – serie TV (1983-1984)
- Alice – serie TV (1983-1984)
- Hotel – serie TV (1984)
- Hill Street giorno e notte (Hill Street Blues) – serie TV (1984)
- Masquerade – serie TV (1984)
- Matt Houston – serie TV (1985)
- Autostop per il cielo (Highway to Heaven) – serie TV, episodio 2x15 (1986)
- Avvocati a Los Angeles (L.A. Law) – serie TV (1986)
- Mai dire sì (Remington Steele) – serie TV (1986)
- La signora in giallo (Murder, She Wrote) – serie TV, episodi 2x14 (1986)
- Simon & Simon – serie TV (1986)
- Vita col nonno (Our House) – serie TV (1986)
- Storie incredibili (Amazing Stories) – serie TV, episodio 2x17 (1987)
- Moonlighting – serie TV (1987)
- Beautiful (The Bold and the Beautiful) – serie TV (1987-in corso)
- Bravo Dick (Newhart) – serie TV (1989)
- WKRP in Cincinnati – serie TV (1991)
- Acapulco H.E.A.T. – serie TV (1998)
- Arrested Development - Ti presento i miei (Arrested Development) – serie TV (2005)

## Riconoscimenti

### Emmy Awards
- Candidature:
  - Miglior attore protagonista in una serie drammatica, per Beautiful (2001)
  - Miglior attore protagonista in una serie drammatica, per Beautiful (2012)
  - Miglior attore protagonista in una serie drammatica per Beautiful (2018)
- Vinti:
  - Miglior attore protagonista in una serie drammatica per Beautiful (2022)

### Soap Opera Digest Awards
- Candidature:
  - Miglior attore non protagonista in una soap opera, per Beautiful (1994)
  - Miglior attore non protagonista in una soap opera, per Beautiful (1998)
- Vinti:
  - Miglior giovane attore in una soap opera, per Febbre d'amore (1977)

## Doppiatori italiani
Nelle versioni in italiano dei suoi lavori, John McCook è stato doppiato da:
- Oreste Rizzini in Beautiful (1990-2008)
- Luca Biagini in Beautiful (2008-in corso)
- Maurizio Reti ne L'invincibile Iron Man